# NS-Baureihe 3900
Die NS-Baureihe 3900 war eine Schnellzug-Schlepptenderlokomotivreihe der Niederländischen Eisenbahnen (NS). Die 32 Exemplare der Baureihe wurden 1929 und 1930 von Henschel & Sohn in Kassel gebaut. 1957 wurden die letzten Exemplare dieser stärksten Reisezugdampflok der NS aus dem Betrieb genommen.

## Geschichte
Die Einführung vollständig aus Stahl gebauter Schnellzugwagen führte ab Mitte der 1920er Jahre zu einer erneuten Zunahme des Zuggewichts der Schnellzüge. Die von der NS seit 1910 beschaffte NS-Baureihe 3700 war für die schwersten Schnellzüge im internationalen Verkehr zu schwach, so dass eine stärkere Lokomotive erforderlich war. Nach anfänglichen Überlegungen, aus der 3700 durch Ergänzung einer Nachlaufachse eine Pacific zu entwickeln, entschied sich die NS, bei der bewährten Achsfolge 2'C zu bleiben, aber dafür die neue Lokomotive mit einem leistungsfähigeren Kessel und einem gegenüber der 3700 um zwei Tonnen höheren Achsdruck von 18 Tonnen zu beschaffen. Sie nahm dabei in Kauf, dass dies umfangreiche Nachrüstungen vor allem bei vielen noch nicht auf diese Achslast ausgelegten Brücken erforderte. Henschel lieferte ab Ende 1929 die erste Serie von 22 Lokomotiven mit den Nummern 3901 bis 3922 ab, im Folgejahr weitere 10 Stück mit den Nummern 3923 bis 3932.

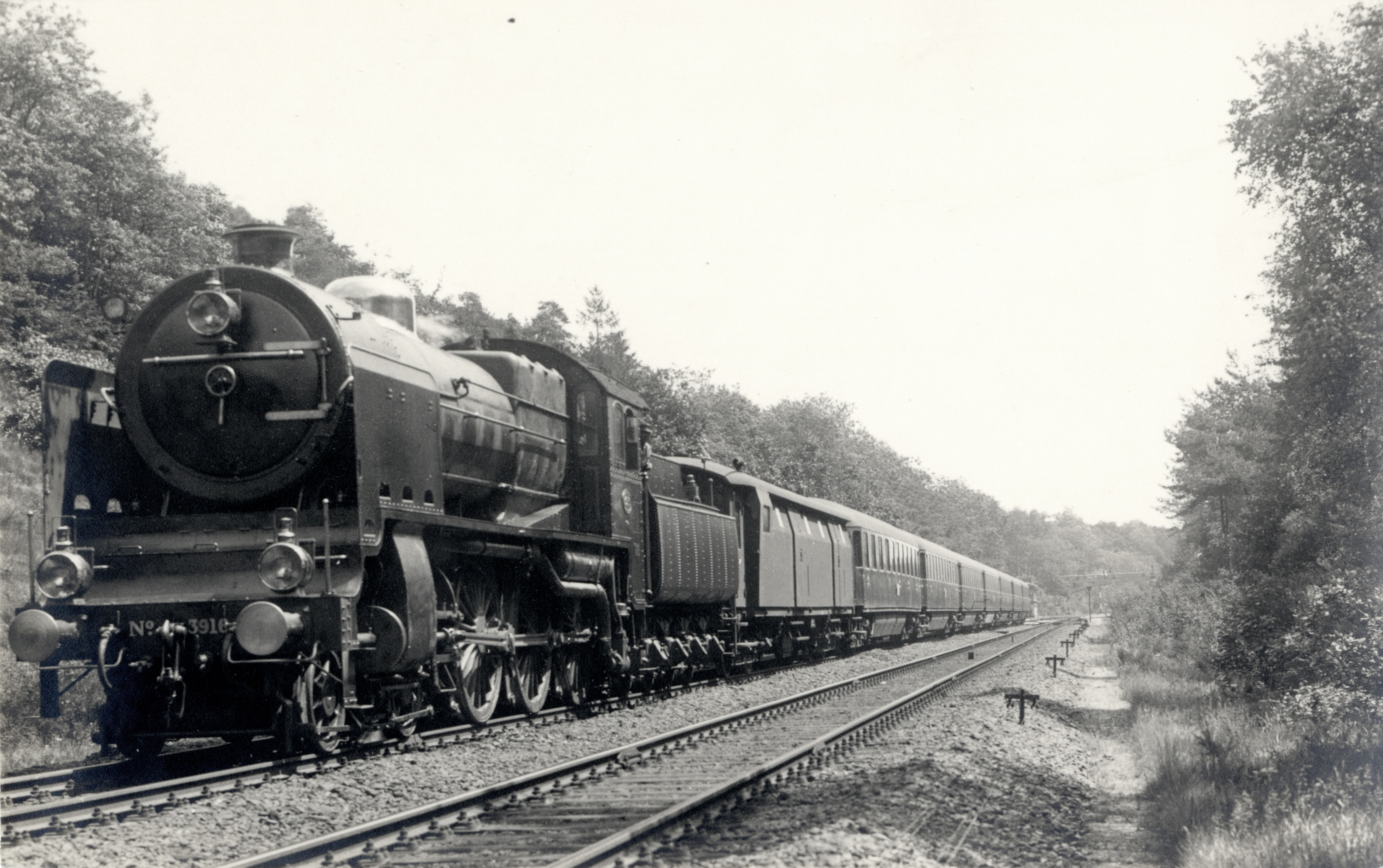
Lokomotive 3916 mit einem Schnellzug bei Baarn am 10. Juni 1938

Nach ersten Probefahrten kamen die Lokomotiven in den Betriebsdienst der NS und übernahmen vor allem Schnellzüge im Verkehr zu den Grenzbahnhöfen zu Deutschland. 1930 waren die Lokomotiven in Boxtel bei Eindhoven, Amsterdam, Almelo, Maastricht und Amersfoort stationiert. In späteren Jahren waren sie auch in Den Haag, Hengelo und Zwolle stationiert. Zu den Zügen, die die 3900 führten, gehörten unter anderem der Rheingold und der Riviera-Express, die sie bis Emmerich oder Zevenaar bespannten. Daneben beförderten sie auch Züge in die Grenzbahnhöfe Oldenzaal und Venlo. Innerhalb des Landes übernahmen die Lokomotiven Züge zwischen Amsterdam und Maastricht sowie – nach Ertüchtigung der Brücke über die IJssel bei Zwolle – zwischen Utrecht und Groningen.
Nach Besetzung der Niederlande im Westfeldzug durch die deutsche Wehrmacht mussten die NS umfangreich Lokomotiven an die Deutsche Reichsbahn abgeben. Die kräftigen Lokomotiven der Reihe 3900 waren anscheinend besonders beliebt, denn 1945 waren nur noch acht der 32 Lokomotiven auf niederländischen Gleisen vorhanden, davon lediglich drei einsatzbereit. Die übrigen Lokomotiven kehrten bis 1946 aus den westlichen Besatzungszonen zurück, lediglich zwei waren so stark beschädigt, dass sie ausgemustert und nicht wieder instand gesetzt wurden. 1949 waren sie in Amersfoort, Zwolle und Hengelo stationiert und beförderten vor allem Schnellzüge von Amsterdam bzw. Utrecht nach Groningen, Leeuwarden und Enschede.
Die durch den Krieg unterbrochene Elektrifizierung des niederländischen Eisenbahnnetzes setzte die NS nach dem Krieg beschleunigt fort und bereits Anfang der 1950er Jahre waren die wichtigen Verbindungen von der Randstad nach Roosendaal und weiter nach Belgien wie auch nach Maastricht und Enschede elektrisch durchgehend befahrbar. Lediglich auf den Strecken nach Leeuwarden und Groningen blieb den in Zwolle stationierten Loks der Reihe 3900 der Schnellzugdienst noch einige Jahre erhalten, gemeinsam mit der Reihe 3700 und kurzzeitig der neu nach dem Krieg gelieferten NS-Baureihe 4000. Die Mehrzahl der Lokomotiven kam nach Nijmegen und Venlo. In Venlo beförderten die Lokomotiven Schnellzüge zwischen Venlo und Eindhoven, darunter den „Rheingold-Express“, aber auch Personenzüge. Die Lokomotiven in Nijmegen beförderten auch Güterzüge, vor allem im Kohlenverkehr aus dem Limburger Revier. Im Juni 1957 endete der Dampfbetrieb in Nijmegen und die letzten drei 3900er kamen nach Roosendaal, wo sie aber keine nennenswerten Zugleistungen mehr erbrachten. Mit der 3922 wurde die letzte Lokomotive der Reihe am 9. Dezember 1957 abgestellt. Es blieb kein Exemplar dieser stärksten niederländischen Schnellzuglokomotive erhalten.

## Technik

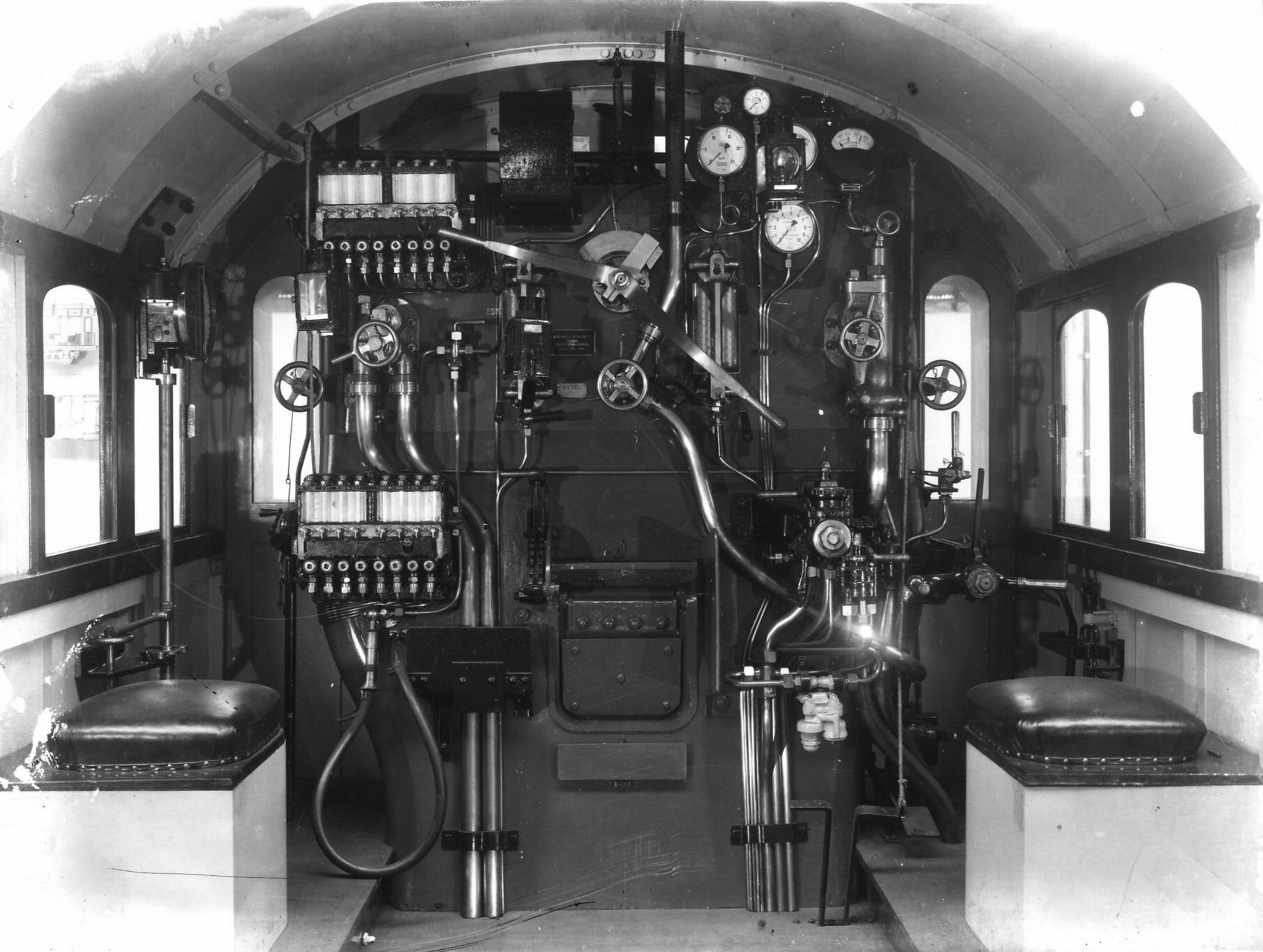
Führerstand der Lokomotive 3902

In ihren wesentlichen Konstruktionsmerkmalen ist die 3900 eine verstärkte Weiterentwicklung der 3700. Sie ist ebenfalls als Vierling ausgeführt, bei der alle vier Zylinder mit Frischdampf versorgt werden. Der Antrieb erfolgt ebenfalls über die erste Kuppelachse, die Steuerung ist analog zur 3700 als innenliegende Walschaerts-Steuerung ausgeführt, wobei jeweils über Zwischenwellen von den innenliegenden Steuerungen auch die Außenzylinder gesteuert wurden. Dieses Triebwerk bewirkte sehr gute und ruhige Laufeigenschaften, sorgte jedoch für einen relativ hohen Kohleverbrauch. Gegenüber der 3700 verbrauchte die 3900 deutlich mehr Kohle und war daher beim Personal als Kohlefresser verschrien.
Der mit dem Kessel der Güterzugtenderloks der NS-Baureihe 6300 weitgehend baugleiche Kessel besaß wie bei der 3700 eine Belpaire-Feuerbüchse und lediglich einen einfachen Dampfdom mit kupferner Verkleidung. Ein kupferner Rand zierte den Schornstein. Diese auffälligen glänzenden Verkleidungen wurden bis zum Zweiten Weltkrieg beibehalten und dann überstrichen oder entfernt. Die Lokomotiven der zweiten Serie besaßen ab Werk Windleitbleche, die erste Serie erhielt sie bald nachgerüstet.
Alle Lokomotiven erhielten größere, vierachsige Tender, die etwa der letzten, von Schwartzkopff gelieferten Serie der 3700 entsprachen. Ab Werk waren sie zudem mit Abdampfinjektoren ausgerüstet. Anders als bei der Baureihe 3700 gab es während der Einsatzzeit der 3900 keine nennenswerten Nachrüstungen oder Umbauten.